# Paulo José Tavares
Paulo José Tavares (chiń. 戴維理, ur. 25 stycznia 1920 w Rabo de Peixe na Azorach, zm. 12 czerwca 1973) – portugalski duchowny rzymskokatolicki, biskup Makau.

## Biografia
24 kwietnia 1943 otrzymał święcenia prezbiteriatu.
19 sierpnia 1961 papież Jan XXIII mianował go biskupem Makau. 21 września 1961 przyjął sakrę biskupią z rąk sekretarza stanu Stolicy Apostolskiej kard. Amleto Giovanniego Cicognaniego. Współkonsekratorami byli substytut Sekretariatu Stanu abp Angelo Dell’Acqua oraz biskup Leirii João Pereira Venâncio.
Jako ojciec soborowy wziął udział w soborze watykańskim II. Na katedrze w Makau zasiadał do śmierci 12 czerwca 1973.